# Travaux d'utilité collective (aide à l'emploi)
Pour les articles homonymes, voir TUC et Travaux d'utilité collective.
Les travaux d'utilité collective (TUC) étaient un contrat aidé créé en France en 1984 sous le gouvernement de Laurent Fabius, et abrogé en 1990 lors de l'introduction du contrat emploi solidarité (CES).

## Droits à la retraite
En janvier 2023, dans le cadre de la réforme des retraites, la Première ministre, Élisabeth Borne, annonce la prise compte des trimestres effectués en TUC pour le calcul des droits à la retraite,,. Cette prise de position suit le rapport de la mission parlementaire corapportée par le député de la majorité Paul Christophe avec le député socialiste Arthur Delaporte sur les bénéficiaires concernés,,.
Une association loi de 1901 avait été créée par des personnes ayant travaillé sous contrat TUC, dans le but de faire reconnaitre des droits à la retraite pour ces périodes de travail : « TUC, les oubliés de la Retraite »,,.